# Ессекс-Джанкшен (Вермонт)
Ессекс-Джанкшен (англ. Essex Junction) — селище (англ. village) в США, в окрузі Читтенден штату Вермонт. Населення — 10 590 осіб (2020).

## Географія
Ессекс-Джанкшен розташований за координатами 44°29′26″ пн. ш. 73°6′53″ зх. д. / 44.49056° пн. ш. 73.11472° зх. д. (44.490644, -73.114775).  За даними Бюро перепису населення США в 2010 році селище мало площу 12,28 км², з яких 11,82 км² — суходіл та 0,46 км² — водойми.

## Демографія
Згідно з переписом 2010 року, у селищі мешкала 9271 особа в 3875 домогосподарствах у складі 2436 родин. Густота населення становила 755 осіб/км².  Було 4009 помешкань (326/км²).
Расовий склад населення:
| - 91,5 % — білих - 3,9 % — азіатів - 1,7 % — чорних або афроамериканців - 0,4 % — корінних американців |

До двох чи більше рас належало 1,9 %. Частка іспаномовних становила 2,0 % від усіх жителів.
За віковим діапазоном населення розподілялося таким чином: 23,4 % — особи молодші 18 років, 65,4 % — особи у віці 18—64 років, 11,2 % — особи у віці 65 років та старші. Медіана віку мешканця становила 38,9 року. На 100 осіб жіночої статі у селищі припадало 94,6 чоловіків;  на 100 жінок у віці від 18 років та старших — 90,8 чоловіків також старших 18 років.
Середній дохід на одне домашнє господарство  становив 76 971 долар США (медіана — 64 303), а середній дохід на одну сім'ю — 94 435 доларів (медіана — 85 428). Медіана доходів становила 55 670 доларів для чоловіків та 45 125 доларів для жінок. За межею бідності перебувало 7,8 % осіб, у тому числі 10,7 % дітей у віці до 18 років та 5,2 % осіб у віці 65 років та старших.
Цивільне працевлаштоване населення становило 5568 осіб. Основні галузі зайнятості: освіта, охорона здоров'я та соціальна допомога — 31,6 %, виробництво — 13,2 %, роздрібна торгівля — 11,4 %.